# Donald Regan
Donald Thomas Regan (21. prosince 1918, Cambridge, Massachusetts – 10. června 2003, Williamsburg, Virginie) byl v letech 1981–1985 66. ministrem financí Spojených států amerických a v letech 1985–1987 ředitelem kanceláře Bílého domu ve vládě Ronalda Reagana. Ve vládě byl zastáncem Reaganomiky a snížení daní jako stimulů zaměstnanosti a výroby.
Dříve ve svém životě studoval Harvardovu univerzitu a sloužil u námořní pěchoty, kde dosáhl hodnosti podplukovníka. V roce 1946 začal pracovat pro Merril Lynch a v letech 1971–1980 byl generálním ředitelem této společnosti.